# Студенці
Студенці́ (рос. Студенцы) — село у складі Сарактаського району Оренбурзької області, Росія.

## Населення
Населення — 360 осіб (2010; 346 у 2002).
Національний склад (станом на 2002 рік):
- росіяни — 50 %
- казахи — 43 %